# Acontia antecedens
Acontia antecedens är en fjärilsart som beskrevs av Walker 1869. Acontia antecedens ingår i släktet Acontia och familjen nattflyn. Inga underarter finns listade i Catalogue of Life.